# Lionel des Rieux
Pierre Louis Jean-Baptiste Paul Ernest Sarlandie des Rieux, dit Lionel des Rieux, né le 20 novembre 1870 à Neufchâteau (Vosges) et mort pour la France le 27 février 1915  au bois de  Malancourt, est un poète français,.
Membre de l'École romane animée par le poète Jean Moréas, Lionel des Rieux était également un collaborateur de L'Ermitage où il se lia d'amitié avec les écrivains René Boylesve et Hugues Rebell.

## Biographie
Lionel des Rieux naît à Neufchâteau, dans les Vosges, le 20 novembre 1870. Issu d'une famille dévouée à la carrière préfectorale depuis le premier Empire, Lionel des Rieux, parfois abusivement qualifié de comte des Rieux, est le fils d'un sous-préfet qui meurt huit mois après sa naissance. Contrairement au reste de sa famille qui s'illustre au service de l'État et dans les affaires, des Rieux se consacre très rapidement à la poésie.
Vers 1900, il rejoint son compatriote et ami Charles Maurras à l'Action française et devient quelque temps critique dramatique à la revue bimensuelle d'Action française. Lionel des Rieux collabore également à la Revue critique des idées et des livres, d'inspiration néo-classique et maurrassienne. Son œuvre est influencée par la poésie grecque (notamment l'Anthologie palatine) et la tragédie grecque (Euripide).
Sur le plan politique, Lionel des Rieux était initialement bonapartiste. Il se rallia au monarchisme de Maurras (l'une de ses lettres figure dans l'Enquête sur la monarchie de ce dernier) et contribua à la critique du parlementarisme et de la Troisième République. Il tombe au champ d'honneur en 1915 comme sous-lieutenant au 112e régiment d'infanterie, rejoignant par ce sacrifice patriotique ses confrères Ernest Psichari et Charles Péguy.
L’Académie française lui décerne le prix Saint-Cricq-Theis en 1915 lors de la séance du jeudi 25 novembre présidée par Gabriel Hanotaux.

## Œuvres
Poésie
- Chantepleure (1892)
- Espoir dans l'ombre (1893)
- Les Amours de Lyristès (1895)
- La Toison d'or (1897)
- Les Colombes d'Aphrodite (1898)
- Le Chœur des Muses (1898)
- Les Neuf Perles de la couronne (1902)
- La Belle Saison (1906)

Roman
- L'Amour au masque, roman contemporain (1904)

Théâtre
- Les Prestiges de l'onde, féerie (1894)
- Hécube, tragédie en 3 actes, Théâtre antique d'Orange, 4 août 1906
- Guillaume d'Orange, tragédie en quatre actes, 1921